# ヨハン・アンデルセン
ヨハン・アンデルセンは、アニメ『遊☆戯☆王デュエルモンスターズGX』の登場人物で、架空の人物。担当声優は入絵加奈子。

## 人物
誕生日は6月11日生まれ。身長は170cm、体重では58kg。一人称は「オレ」、二人称は「おまえ」または「キミ」と使う。お調子物な性格をしている。特徴は髪の毛の色は青緑で、青の制服ジャケットと白のトップス、黒のズボンを着用する。目の色は水色である。味方の大抵からは「ヨハン」だが、教頭関係者や天上院吹雪が「ヨハン君」と呼ばれている。
アークティック校チャンピオンの3年生。主人公・遊城十代と同じくカードの精霊が見え、「宝玉獣」に選ばれた少年。宝玉獣デッキを使用。ペガサス・J・クロフォードにとって5本の指に入るデュエリストの内の一人。十代をかけがえのない親友だと思っている。
相手の全力のデュエルを見るために、カウンターカード以外の除去カードは一切使わないデュエリスト。デュエルの姿勢は、丸藤翔、丸藤亮、ユベルなどから十代と似ていると言われている。一方で、窮地の際には大人よりも早く状況を判断し周囲に指示を出したり、冷静な物の見方などが出来るリーダー的な要素も持っている。方向音痴である為、一人で行動する際などは精霊の「ルビー・カーバンクル」に道案内をしてもらう。性格は天真爛漫で明るくポジティブ思考であるが、たまにその無邪気さから自己中心的な発言をする。
宝玉獣は、ヨーロッパ開催の大会に出席していたペガサスから渡された。また、「レインボー・ドラゴン」の石版を探しており、ツバインシュタイン博士から石版の所在が判明し手に入れた。ヨハンと宝玉獣は家族のような絆で結ばれており宝玉獣と出会う事で「精霊と人間の架け橋になる」という使命に目覚めた。エド・フェニックスによれば「宝玉獣は倒されても結晶の姿で場に留まるため、常に守られているという心の支えになっている」と分析していた。実際に藤原優介によって覗かれたヨハンの心の中には敵の侵入を阻む様に宝玉獣達とレインボー・ドラゴンが守っていた。

## ストーリー

### 第3期目（異世界編）
「ルビー・カーバンクル」を探して彷徨っていたところ、十代と出会う。デュエル・アカデミアの編入生としてジム・クロコダイル・クック、オースチン・オブライエン、アモン・ガラムと共に4人入る。お互い不思議と好印象を抱いて別れた後、各校代表の紹介で遅れて登場し、プロフェッサー・コブラの提案で早速十代と戦う事になる。この時は「レインボー・ドラゴン」のカードをまだ所有していなかったため敗北している。
SAL研究施設にて十代・翔・明日香・剣山・ジムとのメンバーでプロフェッサー・コブラを探る事になった。コブラを探った後、十代がプロフェッサー・コブラとの対決中に十代以外の他メンバーに蛇が襲い描かれて来たが、十代がコブラの敗北により無事に助けられる。しかし、その後は砂漠の異世界にタイムスリップされる。
砂漠で十代・ジム・オブライエンと共に薬品を探し、デュエル・アカデミアのオンラインで丸藤亮とデュエルをし、砂漠で「レインボー・ドラゴン」を頑張ってデュエルをして見つけ出した。砂漠の最終決戦ではピンチの十代と共にマルタン（ユベル）のデュエルを開始する。
しかし、砂漠の異世界においてはその力を使い「自分のデュエルを通して、皆を救うのが夢だった」と言い残しユベル戦で十代達を現実世界に戻すが、その代償にユベルと共に異次元へと消える事になる。また、デュエル・アカデミアに編入したばかりのアモンも行方不明になる。
その後、異世界後半でのユベルとのデュエル後に「レインボー・ダーク・ドラゴン」のカードに精神を封じこめられてしまう。自身の体はユベルに乗っ取られ、口調や雰囲気も変貌している。亮とアモン・ガラムを倒した後、宝玉獣と十代の必死の叫びで目覚め、十代の発動した超融合によりユベルの呪縛から解放され元の姿に戻る。その後、ユベルとの戦いに臨む十代に、自らのデッキを託した。ユベルの事件が解決した後、現実世界のデュエル・アカデミアに帰還し、他の留学生同様に元のアークティック校へと帰っていった。

### 第4期目（ダークネス編）
第3期と同じく再登場し、ダークネスやミスターTと奮闘する十代に力を貸してやって欲しいとオブライエンから連絡を受け、共に戦う為に童実野町へと駆けつけ、ダークネスの力により混乱していた十代をデュエルによって目を覚まさせた。そして、十代と共に再度デュエル・アカデミアへと向かったが到着と同時に藤原と戦う天上院吹雪のデュエルを見守った後、ダークネスの世界に囚われた人々を助ける為にバトルロワイヤル方式のデュエルに参加する。
開始早々から十代との息の合ったコンビネーションデュエルを見せ、藤原を追い詰めた。その後もレインボー・ドラゴンを召喚、サポート役に徹していたが、藤原から十代とオネストを守る形で罠カードを発動させた事によりライフを失い、力尽きてその場に倒れてしまった。藤原を倒した直後に無事意識を取り戻したものの、不審な物音から十代が学園内に向かった際にダークネスの世界に連れ去られてしまった。
だが、十代の声により、ダークネスの事件が解決した後は他の生徒同様に現実世界に戻ってきた。アークティック校はデュエル・アカデミア本校と卒業式の時期が違うので、十代達の卒業式を見届けに来た。

## カード

### 宝玉獣
宝玉獣（ほうぎょくじゅう）。7体存在しており、名前は「宝玉獣+『宝石名』+『獣の名前』」で構成されている。また、全ての宝玉獣に「モンスターカードゾーンで破壊されたとき、墓地へ送らずに永続魔法扱いとして自分の魔法＆罠カードゾーンに表側表示で置く事ができる」という効果がある。そして七色のモンスターを墓地、およびフィールドに揃えることで手札から「究極宝玉神 レインボー・ドラゴン」を特殊召喚出来る。
作中においてはかつて古代ローマの君主ユリウス・カエサルはその覇権を知らしめるため世界中から７つの宝石を集め、石版を作ろうとした。しかし不幸にも宝石はローマに運ばれる途中、嵐にあって海のもくずと消えた。だがペガサスはそれを探し出してその成分を使い「宝玉獣」を作り上げた。宝玉獣には精霊が宿っており、選ばれし者にしか反応を示さず、ヨハン・アンデルセンという真の主が現れたため、ペガサスは彼に託した。

### A宝玉獣
A（アドバンスド）宝玉獣。ユベルに取り憑かれたヨハンが使用した。宝玉獣との違いはフィールド魔法「アドバンスド・ダーク」がないと墓地に送られるという点。また、中心のカードである「究極宝玉神 レインボー・ドラゴン」がダーク化した「究極宝玉神 レインボー・ダーク・ドラゴン」が登場している。

## 補足
- 英語版ではダークヨハンの台詞のほとんどが、カートゥーンネットワークにおける同性愛表現の規制の対象に指定されており、全く別の台詞へと変更されている。
- 漫画『遊戯王GX』でも、アメリカ・アカデミアの交流戦代表としてオブライエン達と共に登場。「宝玉獣」は登場しておらず、昆虫族デッキを使用している。